# Città diffusa
La città diffusa, dispersione urbana o invasione urbana (in inglese: urban sprawl e urban encroachment) è un fenomeno urbanistico che indica l'espansione rapida e disordinata di una città, senza una pianificazione urbanistica adeguata e sostenibile. Questo fenomeno si manifesta nelle zone periferiche, data la connotazione di aree di recente espansione e sottoposte a continui mutamenti, per cui dunque si forma una polarizzazione tra il centro e la periferia urbana.
Il segno caratteristico della dispersione urbana è la bassa densità abitativa in città di medie e grandi dimensioni (oltre i 100 000 abitanti); tra gli effetti di tale fenomeno, vi sono la riduzione degli spazi verdi, il consumo del suolo, la dipendenza dalle autovetture a causa della maggiore distanza dai servizi, dal posto di lavoro, dai mezzi di trasporto pubblico locale, e in generale per la mancanza di infrastrutture per la mobilità sostenibile come piste ciclabili, marciapiedi o attraversamenti pedonali adeguatamente connessi.
Esiste anche un altro modello di configurazione dell’insediamento urbano, chiamato “sprinkling” che esprime "una piccola quantità distribuita in gocce o particelle sparse", appare come uno standard più adatto per rappresentare la configurazione delle costellazioni urbane della penisola, presenti peraltro anche in altri Paesi dell’Europa meridionale.

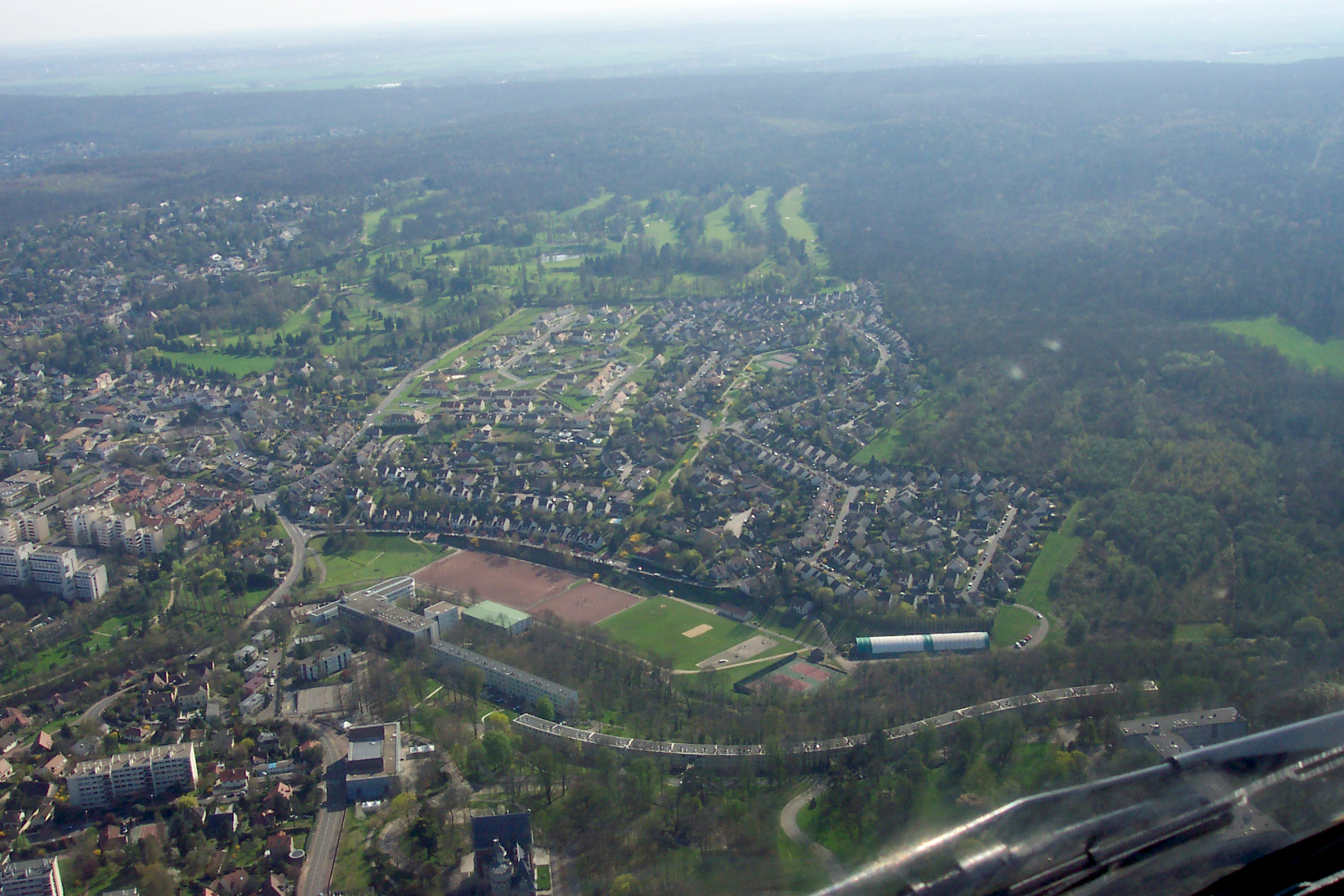
Dispersione urbana in una banlieue parigina

## Caratteristiche
La dispersione urbana è caratterizzata dall'elevato consumo di terreno: la presenza di aree commerciali, residenziali ed industriali distinte tra loro e separate da strade e zone verdi-agricole. Come risultato, i luoghi dove le persone vivono, lavorano, acquistano e si divertono sono distanti tra loro, e viene a mancare il limite tra città e campagna.
La bassa densità abitativa è l'ulteriore elemento caratteristico: gli edifici vengono realizzati con un numero limitato di piani e sono separati tra loro; molto spazio è riservato ai parcheggi e alle strade poiché questo modello insediativo è funzionale rispetto all'uso dell'automobile che consente di raggiungere in poco tempo distanze considerevoli, che nella città preindustriale non erano praticabili.
Il risultato di questo sviluppo urbano è che il terreno viene urbanizzato ad un tasso superiore rispetto all'effettivo incremento della popolazione. In alcuni luoghi la popolazione che cresce dell'uno o due per cento può causare un incremento dell'uso del terreno fino al trenta per cento.
A causa del fatto che la crescita della città procede ad un ritmo accelerato, gli edifici tendono ad essere simili gli uni agli altri. Costruiti a partire dagli stessi principi architettonici, questa urbanizzazione è caratterizzata dall'estrema omogeneità e da un disegno prevalentemente uniforme dell'ambiente costruito.

### Alcuni esempi
Alcuni esempi di questo fenomeno sono le comunità del nord di Milano, la città metropolitana di Napoli, Los Angeles in California, l'area metropolitana di Washington DC e Atlanta in Georgia; il nuovo sviluppo è spesso a bassa densità di popolazione e le metropoli crescono in senso orizzontale piuttosto che verticale (il che provocherebbe l'alta densità). Il movimento ecologista e un numero crescente di esperti di urbanistica disapprovano per molte ragioni la dispersione urbana come modello di sviluppo.
In Europa, evoluzioni della forma urbana, partite da fenomeni per la gran parte assimilabili allo sprawl americano, hanno portato a risultati simili, seppur con modi di vivere la città differenti. Tra le maggiori sono l'area metropolitana di Barcellona in Spagna e la vasta metropoli diffusa olandese. Tra le italiane abbiamo Napoli, prima come densità abitativa ma terza per popolazione, mentre è Milano quella maggiormente estesa e maggiormente popolosa.
Anche in Italia, lasciando stare il caso di Milano-Nord, seppur con alcune differenze dovute alla specificità dei luoghi abbiamo diversi esempi di città diffusa. Tra i più studiati il caso dell'area metropolitana di Venezia.
Molte aree metropolitane si possono meritare il titolo di "area urbana con più dispersione urbana". L'area urbana di New York copre più terreno di qualsiasi altra città, circa 8.684 chilometri quadrati. La più bassa densità di popolazione tra le grandi città (oltre 1 milione di abitanti) del mondo è Atlanta, che copre 5.084 chilometri quadrati (1.963 miglia quadrate), per una popolazione di soli 3 499 840 abitanti ed una densità di 690 persone per chilometro quadrato (1.783 per miglio quadrato). Questo valore è circa un terzo della densità di New York. La città più "densa" del mondo è Hong Kong, con circa 3.500.000 di persone in 70 chilometri (27 miglia), ed una densità di 48.571 per chilometro quadrato (128.000 per miglio).
A volte la dispersione urbana è chiamata con il neologismo di "losangelizzazione", nonostante alcuni ritengano che sia un termine improprio. Los Angeles è stata una delle prime aree urbane a bassa densità, come risultato di un elevato tasso di possesso di autovetture ottenuto prima degli altri, ma è diventata molto più densa nell'ultimo mezzo secolo, principalmente a causa del poco spazio disponibile e dell'altissima richiesta di case dovuta ad un boom demografico. Secondo i dati dichiarati dall'Ufficio del Censimento Americano, l'area urbana di Los Angeles (area in continuo sviluppo) ha incrementato la sua densità del 50% tra il 1950 ed il 2000. Nel 2000, era l'area urbana più densa degli Stati Uniti, con 7 068 persone per miglio quadrato. Al secondo posto c'è San Francisco con 6.127 ed al terzo New York con 5.309. Si fa spesso confusione su questo fatto, dal momento che la densità a New York (escludendo la periferia) è molto più alta di quella della Città degli Angeli. Il miglior risultato di Los Angeles è dovuto ad una maggior densità nelle aree suburbane, simili ai valori delle periferie parigine.

## Dispersione urbana e crescita
La dispersione urbana è un sinonimo di suburbanizzazione: l'espansione geografica di aree urbane oltre i propri confini. Oltre il 90 per cento di sviluppo urbano negli Stati Uniti, Regno Unito, Giappone, Canada e Australia è localizzato nelle periferie negli ultimi decenni. Le periferie sono cresciute di circa il 115 per cento nei maggiori centri urbani dell'Europa occidentale, a causa della perdita di popolazione del centro della città (Trend demografico metropolitano urbano e suburbano).
La dispersione urbana non è sinonimo di suburbanizzazione. La seconda avviene nel XIX secolo e si tratta di un'espansione ai confini della città nella zona rurale. La nuova zona di insediamento si presenta compatta e continua fino a un limite netto che la separa dalla campagna.
La prima invece é un fenomeno più recente, del XX secolo, che descrive una espansione urbana nelle zone rurali caratterizzata dalla frammentarietà delle forme urbane, ovvero la compresenza di aree coltivate, aree commerciali, residenziali e produttive che rendono oltretutto non chiaramente identificabili i confini della città. l'edificato si fa rarefatto e la densità territoriale di edifici e popolazione diminuisce, con significativi addensamenti solo attorno ai borghi rurali e alle piccole città preesistenti.
Nel complesso periurbanizzazione indica l'avanzata disordinata della città nella campagna, che va ad assumere una trama diffusa, nota anche come città senza centro.
In Italia il fenomeno è anche chiamato città diffusa, a sottolineare appunto il passaggio da una città compatta dai confini definiti, a una città "esplosa" sul territorio.  La metropolizzazione dispersa del nord est italiano ha avuto e ha tuttora costi ambientali notevoli in termini di consumo di suolo e di qualità dell'ambiente periurbano.

## Una panoramica sulla dispersione urbana

### Separazione del terreno usato per vari propositi
Un fatto che i detrattori considerano caratteristico della dispersione urbana è la separazione fisica dello spazio usato per varie attività: residenziale, shopping center, uffici, istituzioni civiche, e strade. (Duany Plater-Zyberk & Company 5)

#### Zone residenziali
Le zone residenziali sono grandi porzioni di terreno formati esclusivamente da case appena costruite. Duany e Plater-Zyberk affermano che questa suddivisione “viene a volte chiamata villaggio, città, o vicinato dagli architetti, il che è un'imperfezione visto che questi termini denotano posti che non sono esclusivamente residenziali e che forniscono una ricchezza di esperienza non presente in queste aree.” Gli isolati spesso sono attraversati da strade curve e vicoli ciechi, che a volte disorientano. Alcune zone possono avere pochi punti di accesso, il che causa traffico sulle principali vie con gravi congestioni. (Duany Plater-Zyberk & Company 5, 34)
Un'altra lamentela fatta agli isolati residenziali è che spesso le case sono identiche per forma, colore e materiali; a volte persino indistinguibili. Gli alberi e la vegetazione esistente vengono a volte sradicati e rimpiazzati, rendendo le strade nude e vuote. Questo è soprattutto vero in quelle zone che precedentemente erano costituite da campagna. Le stesse case sono spesso non ben costruite, adattandosi solo alle basi dell'edilizia e spesso progettate dal costruttore piuttosto che da esperti architetti, rendendole simili a scatole, blande e non originali.

#### Centri commerciali
I centri commerciali sono aree composte da negozi al dettaglio tipo negozi d'abbigliamento, elettronica, ecc. I negozi possono essere di varie dimensioni, dalla boutique al supermercato. Molti centri commerciali suburbani sono a piano unico e spesso progettati per essere raggiunti esclusivamente con l'auto. È raro trovare un centro commerciale vicino ad una zona residenziale, visto che molte persone preferiscono viverci lontano. Duany e Plater-Zyberk contrappongono al centro commerciale il negozio all'angolo, alternativa ai grossi centri, e considerano il centro commerciale come il meno compatibile con i quartieri residenziali. (Duany Plater-Zyberk & Company 6, 26)
Le catene di fast food sono comuni nelle periferie. Sono solitamente costruite in aree nuove con basso costo dei locali, dove la popolazione sta aumentando con tassi vertiginosi e il traffico automobilistico tende a limitare sviluppi successivi. Schlosser è convinto del fatto che le catene di fast food accelerino la dispersione urbana, contribuendovi con i loro enormi parcheggi, insegne luminescenti ed architettura basata sulla plastica (Schlosser 65). Duany e Plater-Zyberk credono che questo rinforzi solamente un comportamento distruttivo di crescita in una gara senza fine per tentare di fuggire dalla dispersione urbana con il solo risultato di crearne altra. (Duany Plater-Zyberk & Company 26)

#### Palazzi-Uffici
I palazzi-uffici sono posti creati esclusivamente per aziende che ci costruiscono luoghi di lavoro, solitamente uffici. Il palazzo-ufficio contemporaneo nacque dalla visione modernistica di grattacieli circondati da un ambiente utopico simile ad un parco per preservare spazi aperti, nonostante la maggior parte di essi contengano al loro interno piccoli giardini accessibili solo tramite automobile, usati anche per andare a mangiare durante la pausa pranzo.
Duany e Plater-Zyberk credono che nel vicinato tradizionale la vicinanza del posto di lavoro, dello spazio ristorante e dei negozi durante il giorno sia un componente essenziale per il bilanciamento della vita urbana. Inoltre, asseriscono che la prossimità del posto di lavoro alla propria abitazione dà anche alle persone la possibilità di andarci a piedi o in bicicletta e che senza questo tipo di interazione tra i vari componenti della vita il mondo urbano è destinato a cadere. (Duany Plater-Zyberk 6, 28)

#### Istituzioni civiche
Il quarto componente della dispersione urbana viene chiamato da alcuni oppositori istituzioni civiche. Questo è uno spazio ritagliato per la vita pubblica, tipo municipi, biblioteche, scuole, chiese e teatri. Alcuni architetti urbani sostengono che nel vicinato tradizionale a questi edifici veniva data importanza nella comunità, accessibili a chiunque, e spesso creati nei punti focali della città, magari alla fine della strada principale, ma che questo schema è radicalmente differente nelle aree suburbane. Sostengono che scuole e chiese, per esempio, stanno diventando più simili a negozi, messi agli angoli della comunità e circondati da parcheggi. Sempre meno bambini vanno a scuola a piedi rispetto a quelli che lo facevano la generazione scorsa, parzialmente a causa della distanza tra casa e scuola. Molte scuole forniscono autobus per bambini, con conseguente incremento delle tasse per i contribuenti. Alcuni sostengono che questo fenomeno influenzi anche la dimensione delle classi, marginalizzando l'educazione degli studenti. (Duany Plater-Zyberk & Company 6)

#### Strade
L'ultimo dei componenti della dispersione urbana elencati dai detrattori è costituito dalle strade che uniscono i luoghi identificati sopra. Parzialmente a causa del fatto che molte comunità si sono abituate all'idea che i loro abitanti posseggano un'auto, la vita media di un abitante di periferia consiste di 13 viaggi al giorno. Molti considerano questo fatto come fortemente isolante in senso sociale e sicuramente pessimo per l'ambiente.
Bibliografia dei lavori citati
- Jean Baudrillard, Simulacra and Simulation, 1983
- Andrés Duany e Elizabeth Plater-Zyberk, Suburban Nation: La nascita dello sprawl ed il declino del sogno americano (The rise of sprawl and the decline of the American Dream), North Point Press, New York, 2000
- Fredric Jameson, Postmodernismo e logica culturale del tardo capitalismo (Postmodernism or the cultural logic of late capitalism), 1990
- Rem Koolhaas, Junkspace, Guida Scolastica di Harvard per lo Shopping (Harvard Design School Guide to Shopping), Harvard Press, 2003
- Eric Schlosser, Fast Food Nation: Il lato oscuro della cucina americana (Fast Food Nation: The Dark Side of the All-American Meal), Houghton Mifflin Company, 2002

## Pro e contro
Molte misurazioni usano la quantità di edifici come indice del progresso. Quando una città si espande lateralmente, vengono costruite nuove case, vengono sviluppati progetti di trasporto e il valore delle proprietà è più alto nelle nuove zone dell'area metropolitana. In più, molti proprietari di case negli Stati Uniti, Canada e Australia  hanno mostrato una preferenza per lo stile di vita suburbano. Tra le ragioni citate, vi è la una preferenza per la bassa densità abitativa (dal momento che a volte abbassa l'inquinamento acustico e aumenta la privacy), scuole migliori, e minori tassi di criminalità (anche se la quantità di incidenti spesso rende più pericoloso vivere in periferia che in città). Gli argomenti contro la dispersione urbana sono tanti e potenti. Studi recenti hanno evidenziato che le persone che vivono in aree con dispersione urbana hanno uno stile di vita meno sane delle controparti più urbane. La ragione principale è la tendenza dei suburbani a dipendere dall'automobile per gli spostamenti, laddove in città spesso si cammina o si prendono mezzi pubblici, incrementando l'esercizio fisico.
Dopo un'esplosione di dispersione urbana nella seconda metà del XX secolo negli Stati Uniti, alcuni svantaggi economici sono stati riconosciuti a queste aree. Quando i cittadini vivono in spazi più larghi, piuttosto che ad alta densità, l'uso della macchina spesso diventa endemico ed il trasporto pubblico spesso diventa molto più costoso, forzando i cittadini a costruire superstrade più grandi e parcheggi, che a loro volta decrementano la quantità di terreno tassato, e decrementano la voglia di possedere terreni vicino a queste infrastrutture. Fornire servizi come acqua, fogne ed elettricità diventa più costoso rispetto ad aree densamente popolate. Inoltre l'aumento della superficie occupata dalle infrastrutture riduce la quantità di suolo permeabile, e quindi diminuisce l'apporto di acqua nelle falde acquifere.
In più, la dispersione urbana spesso consuma terreno che potrebbe invece essere usato per fini naturali, come riserve d'acqua, foreste, agricoltura e svago. Uno sviluppo intelligente o il "Neo Urbanismo" sono spesso proposti come soluzione alla dispersione urbana. La dispersione urbana non è il solo modo di incrementare lo sviluppo di una città; molte aree urbane in città giapponesi, di Hong Kong o europee che hanno piani regolatori mostrano maggior valore delle abitazioni rispetto a quelle dei sobborghi.
Infine, alcuni sostengono che quelle che a volte sono considerate qualità dei sobborghi, come l'omogeneità di cultura e società, in realtà crea quartieri per persone della stessa razza, cultura e stato sociale. Essi sostengono che lo sviluppo stratificato è stato istituzionalizzato nei primi anni cinquanta e sessanta con la pratica illegale delle aziende che fornivano lo stesso servizio a prezzi diversi per quartieri diversi (redlining) per evitare ad alcune persone di accedervi. Questa pratica viene a volte chiamata razzismo istituzionale, ed il termine inglese per la risultante separazione razziale è White Flight. Mentre il razzismo è attualmente raro nelle pratiche edilizie, la politica dei prezzi diversi può limitare coloro che vorrebbero prendere casa in questi quartieri ad una sola porzione della società. Qualcuno, compreso l'ex Segretario del lavoro americano Robert Reich hanno fatto notare che l'attività dei prezzi multipli causata in parte dalla dispersione urbana ha avuto ramificazioni negative sulle scuole pubbliche visto che molti nuclei familiari sono stati attirati fuori dalla città verso sobborghi più ricchi.
Gli ammiratori della bassa densità abitativa sostengono che abbia i suoi vantaggi. Ad esempio, l'intensità del traffico tende ad essere minore, la velocità aumenta e, come risultato, l'inquinamento atmosferico tende ad essere minore. (Vedi ) Comunque, questa argomentazione ignora il fatto che la dispersione urbana incrementa il traffico veicolare, il quale aumenta l'inquinamento nella regione nel suo intero, e il traffico più veloce aumenta morti e feriti.
I favorevoli dicono anche che gli automobilisti statunitensi, approfittando della dispersione urbana, arrivano sul lavoro più velocemente rispetto ai colleghi europei o giapponesi, dove le densità sono superiori. Ma questo potrebbe essere semplicemente un risultato ottenuto dal governo con gli sforzi rivolti al miglioramento di velocità e flusso del trasporto, mentre in Europa e Giappone, lo sforzo è più orientato verso l'efficienza del trasporto pubblico. Questa scusa ignora anche che nelle città europee e giapponesi molti pendolari non devono neanche guidare.
Un ulteriore argomento usato a favore dei quartieri a bassa densità è che riducono la probabilità di morte in caso di attacchi terroristici o militari, incluse le armi atomiche o altre armi di distruzione di massa.

## Esempi negli Stati Uniti
Come specificato dal National Resources Inventory (NRI), circa 8.900 chilometri quadrati (2,2 milioni di acri) di terra è stata cementata tra il 1992 e il 2002. Al momento, l'NRI classifica circa 100.000 chilometri quadrati in più (un'area grande quanto il Kentucky) quello che l'Istituto per il Censimento Americano definisce urbano. La differenza è che la classificazione dell'NRI comprende anche gli insediamenti rurali, che per definizione non possono essere considerati dispersione "urbana". Secondo il censimento del 2000, circa il 2,6 per cento del territorio americano è urbano. Circa lo 0,8 è concentrato nelle 37 città con almeno 1 milione di abitanti.
Nondimeno, alcune aree urbanizzate si sono espanse geograficamente nonostante abbiano perso popolazione. Ad esempio, tra il 1970 e il 2000, la popolazione di Detroit, Michigan è scesa del 2% mentre la sua superficie è aumentata del 45%. Situazioni simili si sono avute a Pittsburgh (Pennsylvania), Buffalo e Rochester (New York). Ma non sono solo le aree urbane che hanno perso popolazione e che hanno accusato casi di dispersione urbana. Secondo lo studio "Cities and Automobile Dependence" sulla dipendenza automobilistica redatto da Kenworthy and Laube (1999), le aree urbanizzate hanno perso popolazione mentre la dispersione urbana ha dilagato tra il 1970 e il 1990 a Bruxelles (Belgio), Copenaghen (Danimarca), Francoforte (Germania), Amburgo (Germania), Monaco (Germania) e Zurigo (Svizzera).
Nello stesso momento, i centri urbani di quasi tutte le altre maggiori città degli Stati Uniti, Europa Occidentale e Giappone che non hanno annesso nuovo territorio hanno fatto i conti il fenomeno di diminuzione di abitazioni e "white flight", con perdita della popolazione High-Income World Central City Population Losses. 
Dall'altro lato, lo stato dell'Oregon promulgò una legge nel 1973 che limitava le aree urbane che potevano essere occupate, attraverso limiti di crescita. In risposta, Portland (Oregon), la più grande città dello stato, è diventata leader mondiale nelle politiche di "crescita intelligente" che l'hanno resa una delle aree più compatte. Dopo la creazione di questi confini, la densità di popolazione aumentò da 1 135 abitanti nel 1970 a 1 290 abitanti per km² nel 2000 Aree urbanizzate americane 1950-1990 Aree urbanizzate americane 2000. Comunque, le aree urbanizzate che saranno soggette a dispersione urbana copriranno ulteriori 222 km² nel prossimo decennio, con un aumento della popolazione di 411 000 unità. Nel luglio 2004 l'area di Portland ha aumentato i suoi confini di crescita urbani oltre a quelli che erano stati pianificati per il 2040. Anche per questo, Portland resta considerevolmente meno densa di Los Angeles. Se Los Angeles avesse subito la stessa dispersione urbana di Portland coprirebbe 2,2 volte la sua superficie.
Un altro problema è che il limite posto a Portland riguardo al terreno edificabile incrementerà il prezzo delle case. Negli ultimi 30 anni, gli abitanti dell'Oregon hanno avuto la più grande perdita di disponibilità economica dello Stato Housing Affordability Trends: USA States. Le ricerche di Glaeser and Gyourko suggeriscono che la maggior parte della differenza di disponibilità economica tra i mercati edilizi americani è il risultato delle politiche territoriali. In breve, la mancanza di case fa crescere i prezzi e la criticità delle politiche di sviluppo intelligente aumenta i prezzi delle case tanto nelle città californiane quanto a Sydney, Melbourne, Inghilterra sudorientale, Auckland e Vancouver.

## La dispersione urbana nella fantascienza
Nei romanzi e racconti cyberpunk di William Gibson, lo "sprawl" è un termine gergale che indica le megalopoli poste sulla costa orientale degli Stati Uniti.
Nel futuro di Gibson New York è in continuità con le città vicine, dal Massachusetts alla Florida; tutta l'area è formalmente conosciuta come BAMA, acronimo di Boston-Atlanta Metropolitan Axis.
La cosiddetta Trilogia dello Sprawl di Gibson è composta dai seguenti titoli:
- Neuromante (Neuromancer, 1984)
- Giù nel ciberspazio (Count Zero, 1986)
- Monna Lisa Cyberpunk (Mona Lisa Overdrive, 1988)

## La dispersione urbana nella non-fantascienza
- Robert Bruegmann, Sprawl: a compact history, University of Chicago Press, 2005, ISBN 978-0-226-07690-4.
- The Future of Success: Working and Living in the New Economy by Robert Reich
- James Howard Kunstler, The geography of nowhere: the rise and decline of America's man-made landscape, Simon & Schuster, 1993, ISBN 978-0-671-70774-3.
- Andrés Duany, Elizabeth Plater-Zyberk e Jeff Speck, Suburban nation: the rise of sprawl and the decline of the American Dream, 1st pbk. ed, North Point Press, 2001, ISBN 978-0-86547-606-6.
- The Old Neighborhood: What we lost in the great suburban migration: 1966-1999 di Ray Suarez
- Fast Food Nation di Eric Schlosser